# Bogdanówka (województwo małopolskie)
Bogdanówka – wieś w Polsce położona w województwie małopolskim, w powiecie myślenickim, w gminie Tokarnia. Powierzchnia 870 ha. W latach 1975–1998 miejscowość administracyjnie należała do województwa krakowskiego. W miejscowości znajduje się amatorska skocznia narciarska pokryta nawierzchnią igelitową. 

## Położenie
Bogdanówka znajduje się w Beskidzie Makowskim, w dolinie potoku Bogdanówka oraz na zboczach doliny tego potoku. Od północnej strony tworzą je Koskowa Góra (867 m) i Parszywka (841 m), od zachodniej Syrkówka (782 m) i Bargłowa Góra (686 m), od wschodniej Sołtysia Góra (782 m), Kusikówka (Kozikówka,706 m) i Fuckowa Góra (Kokorzyk, 644 m).

## Części wsi
Integralne części wsi Bogdanówka:  Czopkowa, Czopowa, Gieratówka, Grapa, Hajostowa, Kaletowa, Karkoszkowa, Knapowa, Koskowa, Kosmandowa, Łazy, Majdówka, Maślankowa, Pindelowa, Słoninowa, Suwajowa, Szałasowa, Trybałowa, Wronówka.

## Historia
Bogdanówka została założona prawdopodobnie na przełomie XVI i XVII w. Nazwa wsi ma pochodzić od zasadźcy, którym miał być rycerz o imieniu Bohdan. W roku 1729 było tu 20 domów oraz sołectwo, do którego należało 1/2 łanu ziemi. Spis z 1750 r. wymieniał we wsi 13 zarębników, 3 zagrodników i 3 młyny. Mieszkańcy, zaliczani do Kliszczaków, zajmowali się m.in. wyrobem gontów. Po likwidacji starostwa lanckorońskiego wieś została włączona do klucza myślenickiego. W 1882 r. jego właścicielka, Cecylia, księżna Lubomirska ufundowała budulec na świątynię, z którego po latach udało się jednak tylko wybudować kaplicę św. Jana Chrzciciela. W końcowym okresie II wojny światowej, dniach 27 i 28 stycznia 1945 r. w rejonie szczytu Koskowej Góry toczyły się zacięte walki pomiędzy wojskami niemieckimi i Armią Czerwoną. Po roku 1947 często ukrywał się tu członek zbrojnego podziemia antykomunistycznego Jan Sałapatek ps. „Orzeł”, pochodzący z sąsiedniej Jachówki. W 1998 r. wybudowano Drogę Krzyżową, prowadzącą do kapliczki na grzbiecie pod Koskową Górą.

## Obiekty zabytkowe
- Murowana kaplica pw. św. Jana Chrzciciela z 1892 r. W 1996 r. tuż obok wybudowano nowy kościółek, będący filią parafii w Skomielnej Czarnej.
- Kapliczka na grzbiecie pod Koskową Górą, murowana, wystawiona ok. 1910 r. przez Jana Koska z pobliskiej roli Łazy. Wewnątrz kamienna, owiana legendą (p. Koskowa Góra) rzeźba, przedstawiająca Chrystusa po raz trzeci upadającego pod krzyżem. W pobliżu stary, kamienny krzyż i drugi, drewniany, z ludową rzeźbą przedstawiającą Chrystusa[9].
- Kuźnia z ok. 1940 r. (koło szkoły podstawowej), przeniesiona z osiedla Polana w Więciórce; wewnątrz ekspozycja poświęcona dawnemu kowalstwu.